# Turn the Page (chanson de Bob Seger)
Pour les articles homonymes, voir Turn the Page.
 (juin 2017).
Si vous disposez d'ouvrages ou d'articles de référence ou si vous connaissez des sites web de qualité traitant du thème abordé ici, merci de compléter l'article en donnant les références utiles à sa vérifiabilité et en les liant à la section « Notes et références ».
Turn the Page est un single de Bob Seger sorti en 1973. Metallica a repris la chanson en 1999 sur leur album Garage Inc. en 1998.